# Heslacher Wasserfälle

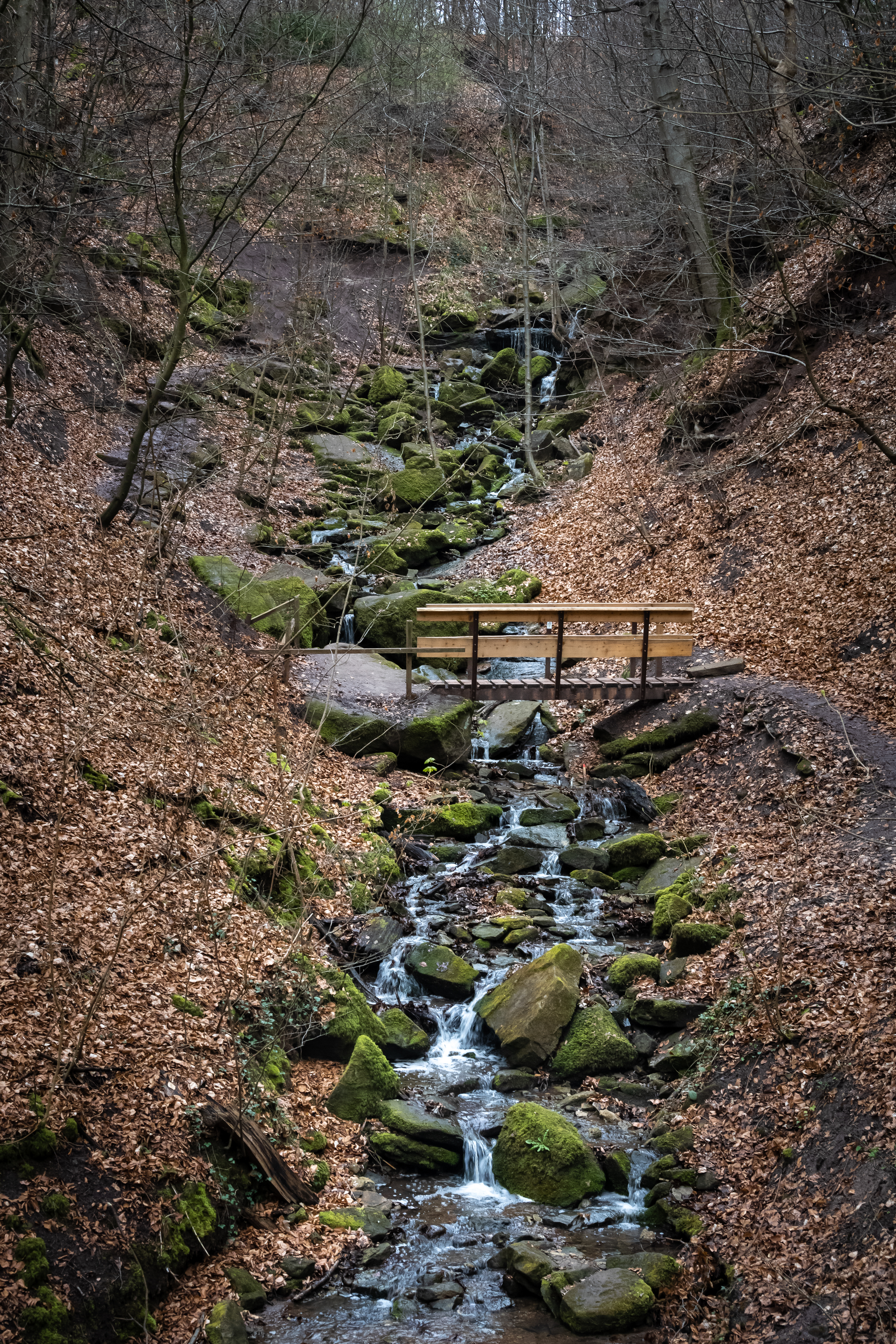
Gesamtansicht der Fälle

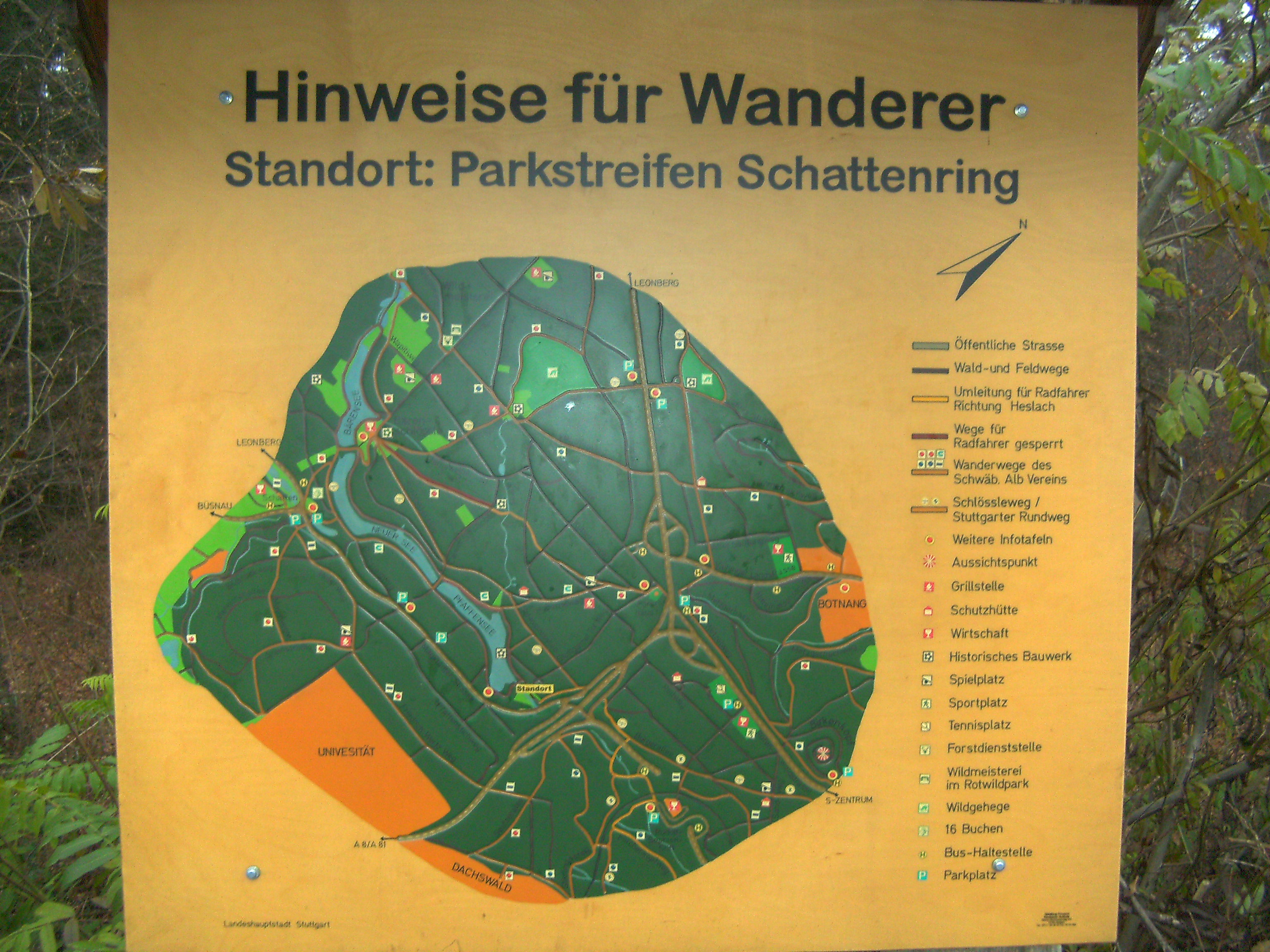
Informationstafel mit Überblick über die Gewässersysteme der Umgebung. Die Wasserfälle befinden sich südöstlich der großen Straßenkreuzung

Die Heslacher Wasserfälle befinden sich in der Heidenklinge, einem steil eingeschnittenen bewaldeten Tal im Stuttgarter Ortsteil Heslach. Sie entstanden, als man zur besseren Versorgung des Stuttgarter Stadtbachs Nesenbach Quellwasser der Oberen Glems im Stuttgarter Pfaffenwald umleitete, in den dortigen Parkseen sammelte und dann über den Christophstollen zur Heidenklinge ableitete, von wo aus das Wasser dem natürlichen Gefälle folgend ins Nesenbachtal hinunter lief.

## Vorgeschichte
Da der Wasserverbrauch der aufstrebenden Stadt Stuttgart immer stärker wurde und die Schöpfbrunnen in der Stadt nur wenig und oft verschmutztes Wasser abgaben, wurden ab dem Jahr 1451 zwei hölzerne Teichelleitungen (Holzrohre) von Kaltental ins Alte Schloss gelegt. Mit ihnen wurde ein Teil des, weit vor der Stadt noch recht sauberen, Wassers des Nesenbachs für die herzogliche Familie und den Lustgarten abgefangen.
Da der Wasserverbrauch der Stadt immer weiter anstieg, wurde ab 1548 eine weitere Teichelleitung von Kaltental in die Stadt gelegt, um auch reiche Bürgerhäuser und öffentliche Laufbrunnen mit sauberem Wasser versorgen zu können.
Die weiter steigende Wasserentnahme aus dem Nesenbach in Kaltental führte in der Folge, besonders in heißen und trockenen Jahreszeiten, oft zu akutem Wassermangel im Nesenbach und infolgedessen zu Geruchsbelästigungen in der Innenstadt, da der Bach damals auch noch zur Fäkalien- und Müllentsorgung genutzt wurde. Aber auch die Proteste der Stuttgarter Müller wurden immer stärker, da ihre Mühlen im Sommer wegen Wassermangels immer öfter stillstanden.

## Entstehung
Als Herzog Christoph im Jahr 1564 die Wasserleitung von Kaltental ins Schloss und den Lustgarten deutlich erweitern ließ und der Nesenbach infolgedessen im Sommer nur noch ein Rinnsal war, wurden die Proteste immer lauter und der Herzog ließ eine Untersuchung zur besseren Versorgung der Stadt und des Nesenbachs mit Wasser anstellen. Die Empfehlungen der Experten wurden dann von 1566 bis 1575 umgesetzt.
Zuerst wurde 1566 im sumpfigen Pfaffenwald eine Quelle der Oberen Glems abgefangen, umgeleitet und zum künstlichen Pfaffensee aufgestaut. Im Anschluss daran wurde ein 805 m langer unterirdischer Stollen, der Herzog-Christoph-Stollen, zur Heidenklinge gebaut und das Wasser des Pfaffensees darüber abgeleitet. Die Bauarbeiten für den Stollen zogen sich mit Unterbrechungen bis 1575 hin. Die Heidenklinge ist ein uralter Einschnitt im Gelände und führt hinunter ins Nesenbachtal. Man konnte daher das Wasser, ohne besondere Bauten, der natürlichen Schwerkraft folgend durch das Tal hinunter in den Nesenbach laufen lassen. Aufgrund des starken Gefälles im Tal bildeten sich an manchen Stellen Wasserfälle.
Da das Wasser des Pfaffensees nach einigen Jahren nicht mehr ausreichte, wurden weitere Quellen im Glemswald umgeleitet, weitere Seen angelegt und mit dem Pfaffensee verbunden. So ließ Herzog Johann Friedrich im Jahr 1618 zusätzlich den Bärensee aufstauen, 1812 wurden der Steinbachsee und der Katzenbachsee und 1833 der Neue See angelegt.
Im 19. Jahrhundert waren die Wasserfälle (wie auch der daran angrenzende Bürgerwald, der Rotwildpark und der Hasenberg), ein beliebtes Ausflugsziel.

## Niedergang

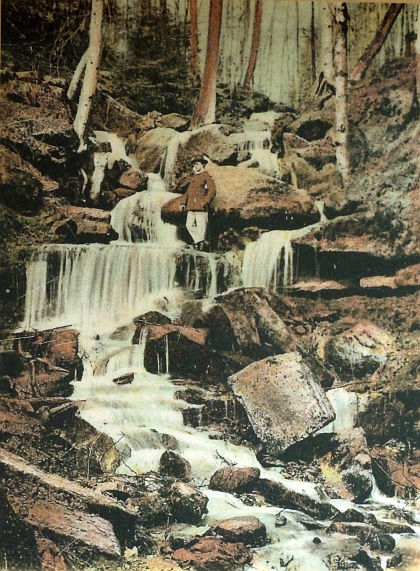
Wasserfälle auf einer Postkarte von 1904

Da der Wasserverbrauch der Stadt Stuttgart im Zuge der Industrialisierung und des massiven Bevölkerungswachstums immer größer wurde, begann die Stadt ab 1862 mit dem Aufbau von Wasserwerken und einer städtischen Wasserversorgung.
Im Jahr 1874 wurde das Seewasserwerk auf dem Hasenberg eröffnet. Von nun an wurde das Wasser der Parkseen nicht mehr durch die Heidenklinge in den Nesenbach geleitet, sondern direkt ins Seewasserwerk, wo das Wasser gereinigt und ins städtische Wassernetz eingeleitet wurde.
Die Heidenklinge bzw. die Heslacher Wasserfälle werden seit dieser Zeit nur noch mit wenig Wasser aus den Parkseen beliefert (vor allem nach starken Regenfällen zur Überlaufentlastung der Parkseen). Daher sind sie seither deutlich kleiner.
Als im Jahr 1879 die Gäubahn von Stuttgart in den Vorort Vaihingen und weiter nach Horb gebaut wurde, musste ein hoher Bahndamm quer über die Heidenklinge errichtet werden. Dieser zerschneidet seither das Tal und die Wasserfälle an ihrer schönsten Stelle. Das Wasser fließt seither durch einen Stollen unter dem Bahndamm hindurch und folgt unterhalb des Bahndamms weiterhin der Heidenklinge bis zur Vereinigung mit dem Nesenbach. Da der untere Teil des Tals aber weniger steil ist, fließt das Wasser hier eher gemächlich und ist als untere Wasserfälle kaum noch erkennbar.
Da der Nesenbach und die Einmündung der Heidenklinge überbaut sind, verschwindet die Heidenklinge heute in einem Rohr beim Stadtbahndepot Heslach. Im dortigen Bereich ist aber noch eine historische Steinbrücke der früheren Teichelleitungen von Kaltental zur Stadt zu sehen.
Der Bau der B14 vom Heslacher Tunnel zum Schattenring führte zudem dazu, dass das Tal heute vom Bürgerwald abgeschnitten ist.

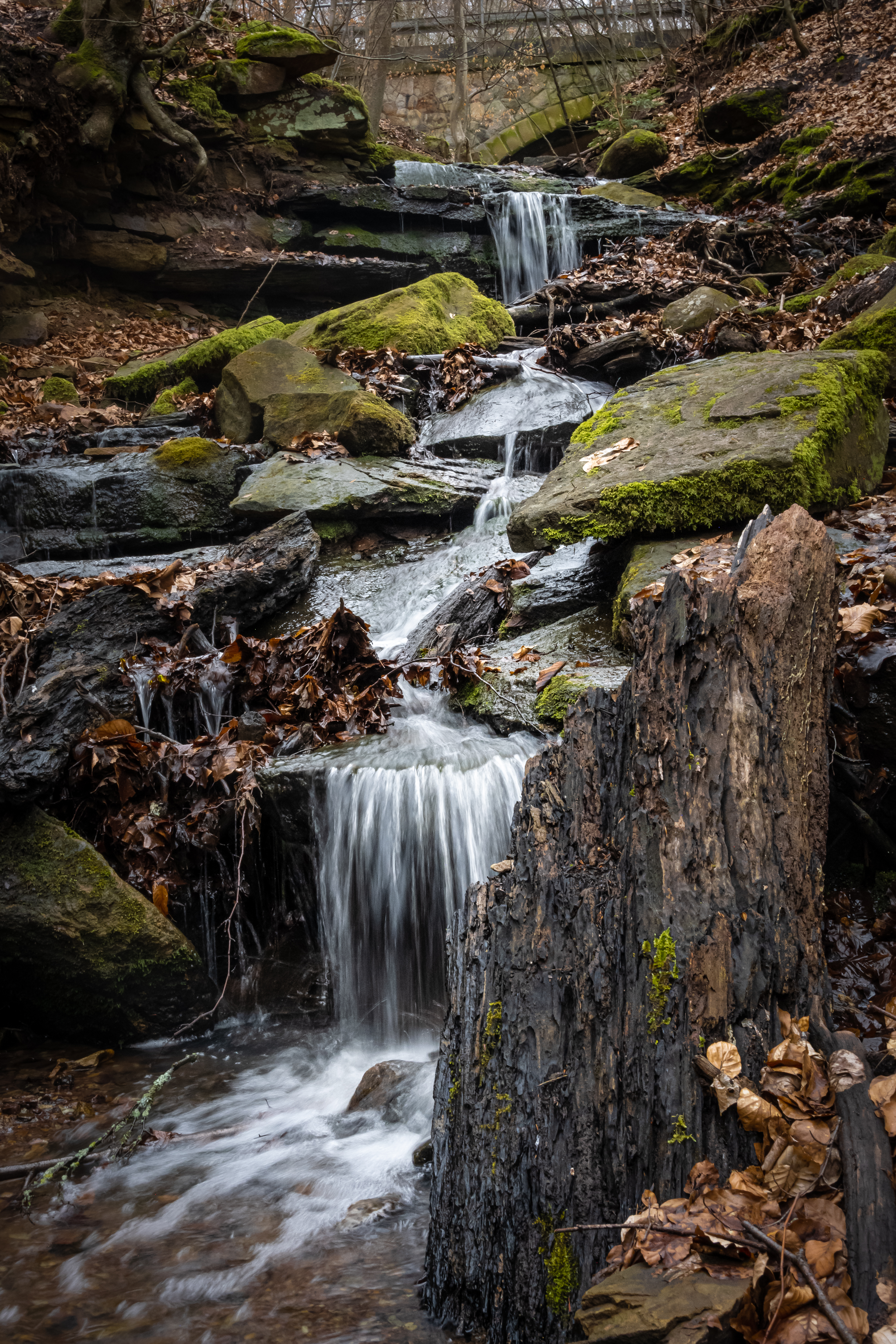
Obere Fälle
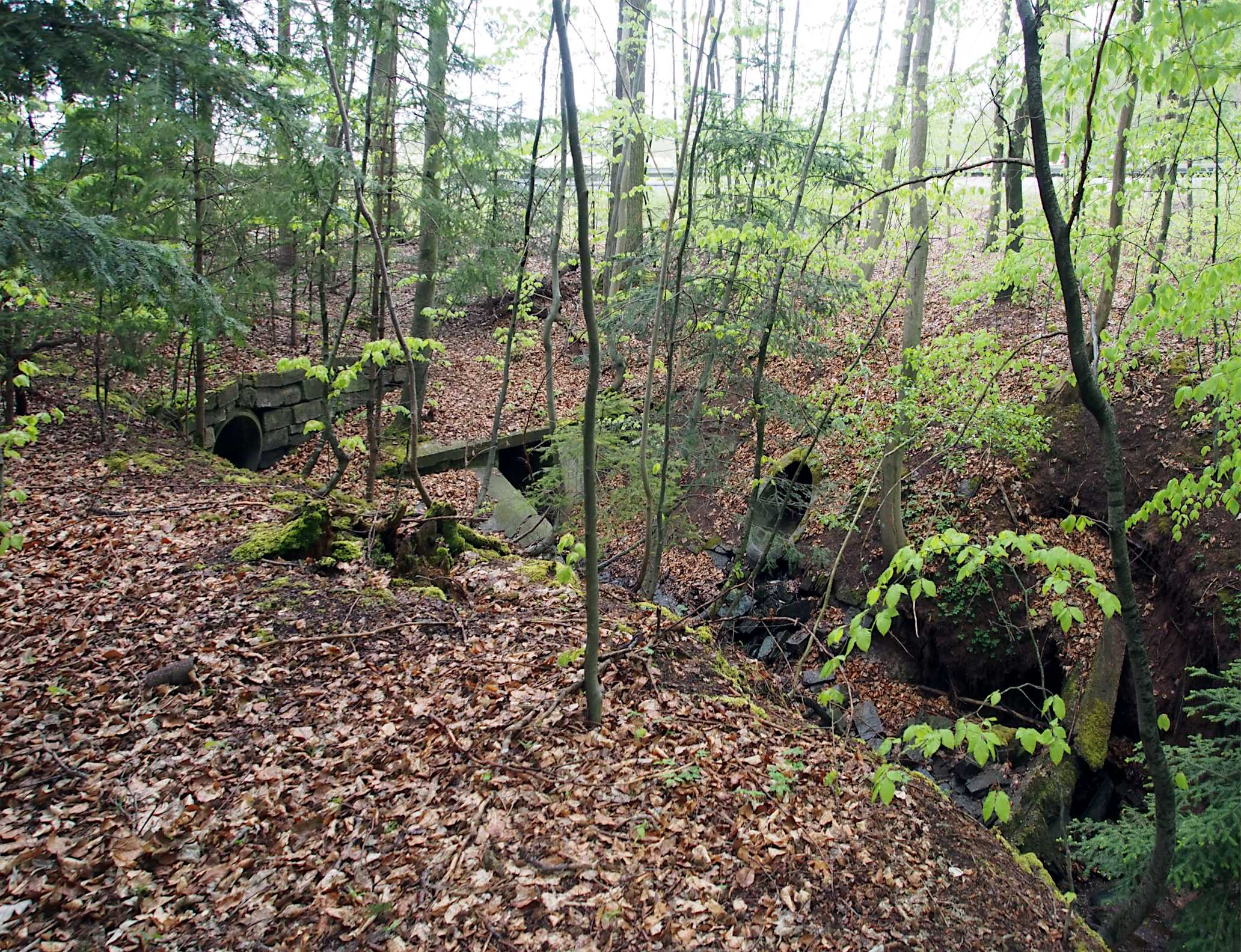
Durchlässe unter dem Schattenring bilden am Anfang der Heidenklinge das Fließgewässer
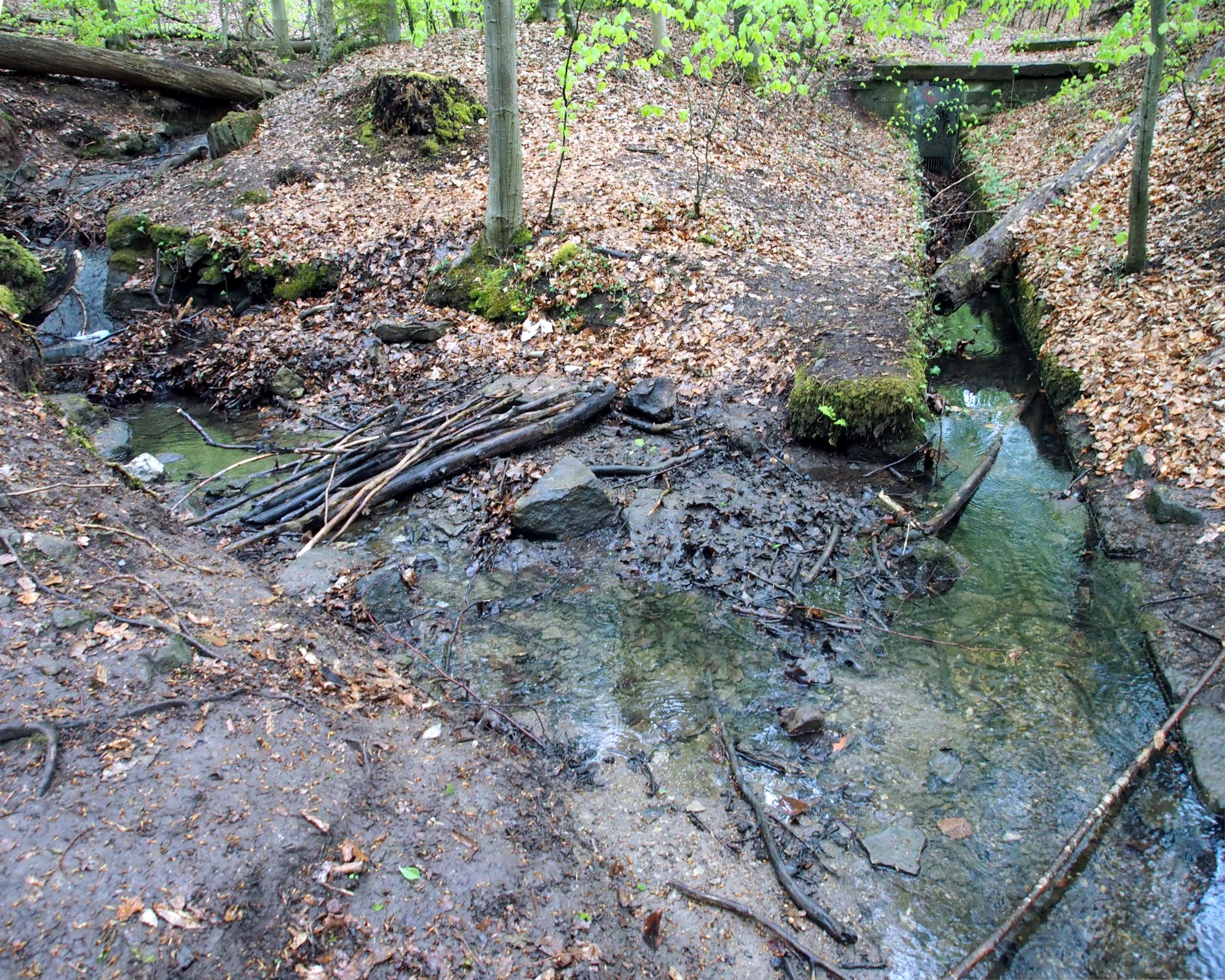
Der Auslauf des Christophstollens mündet
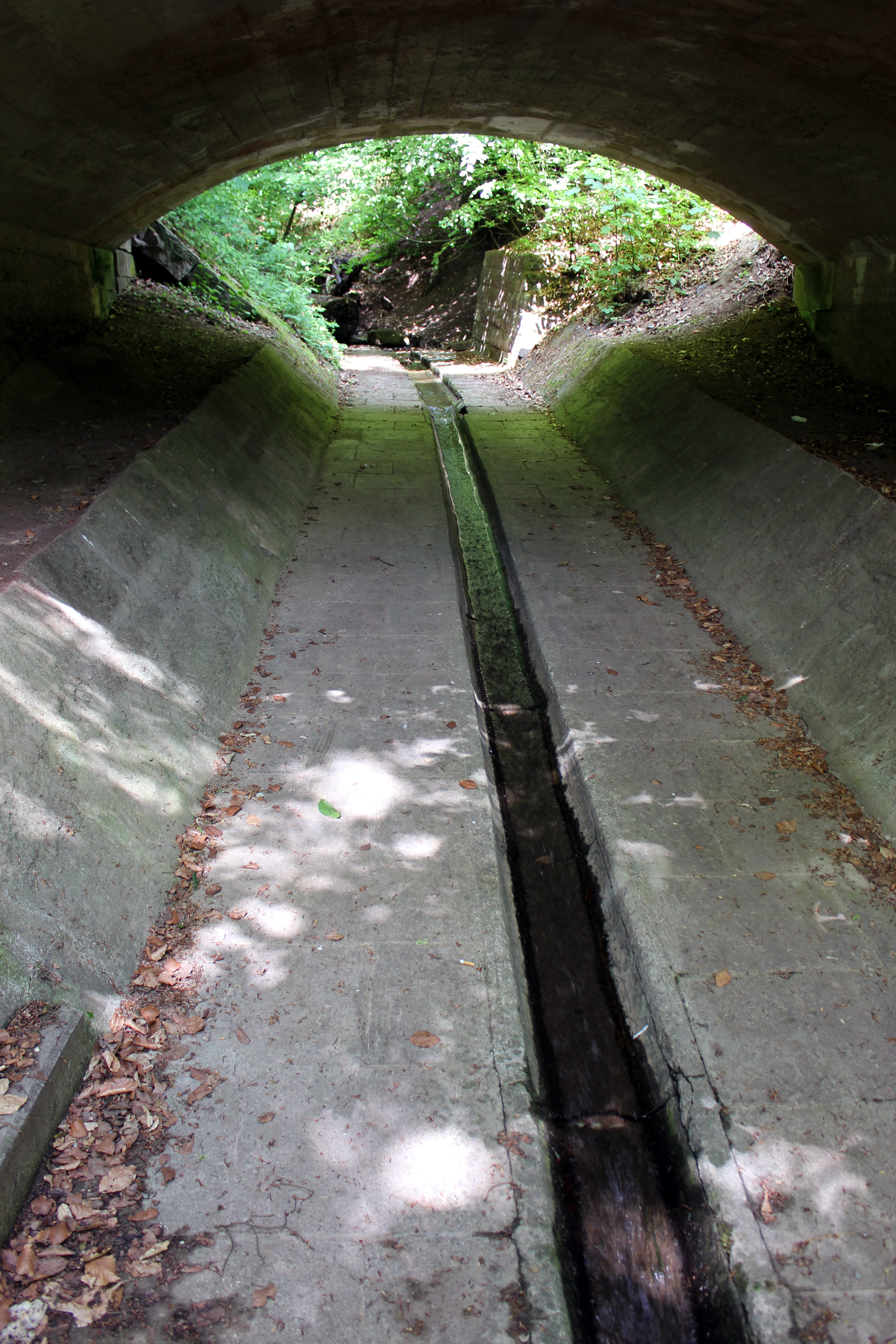
Oberhalb der Wasserfälle unterquert das Wasser eine Brücke der ehemaligen Leonberger Straße (B14)
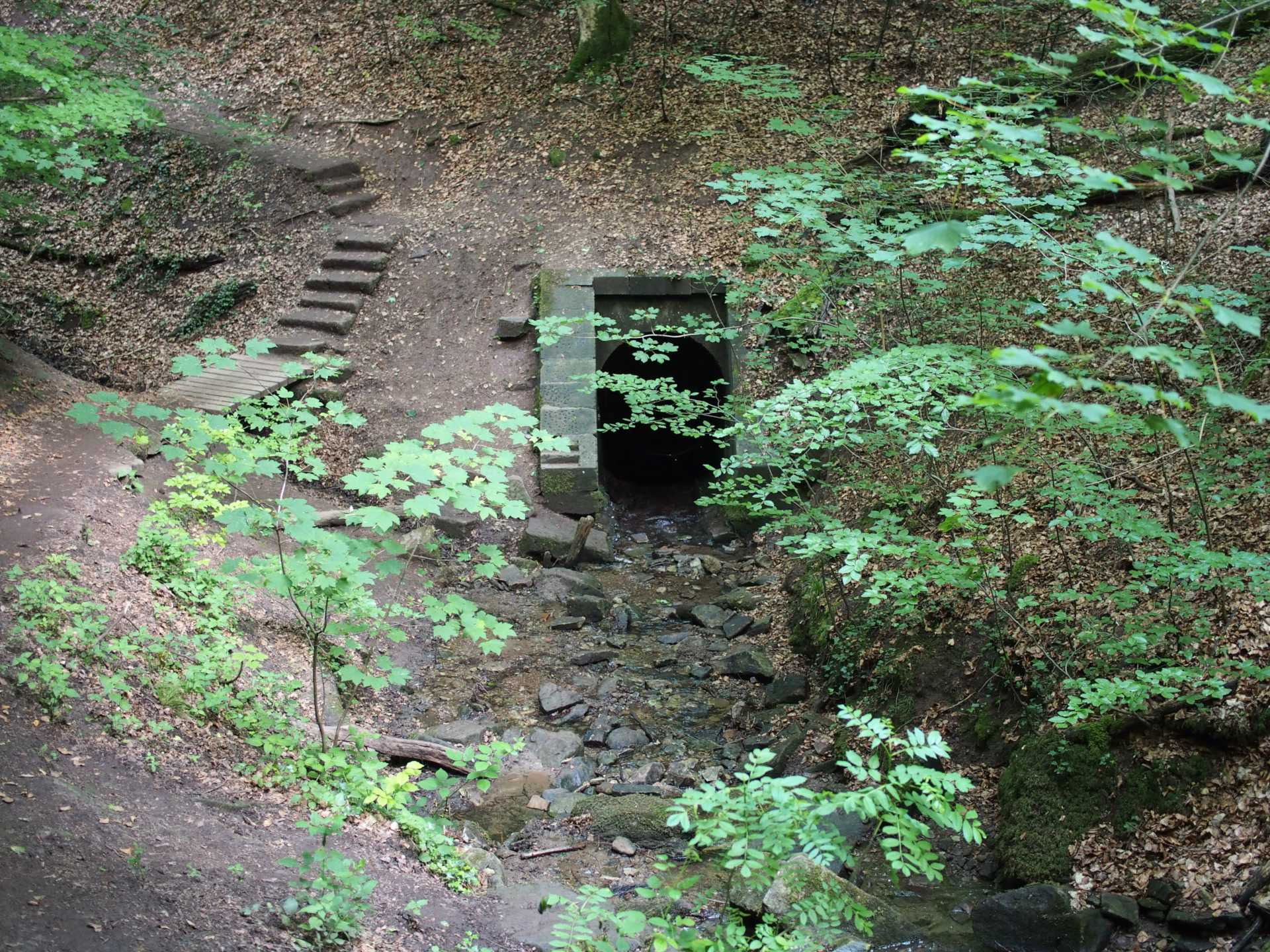
Am Stollen unter dem Damm der 1879 errichteten Gäubahn enden seither die Wasserfälle
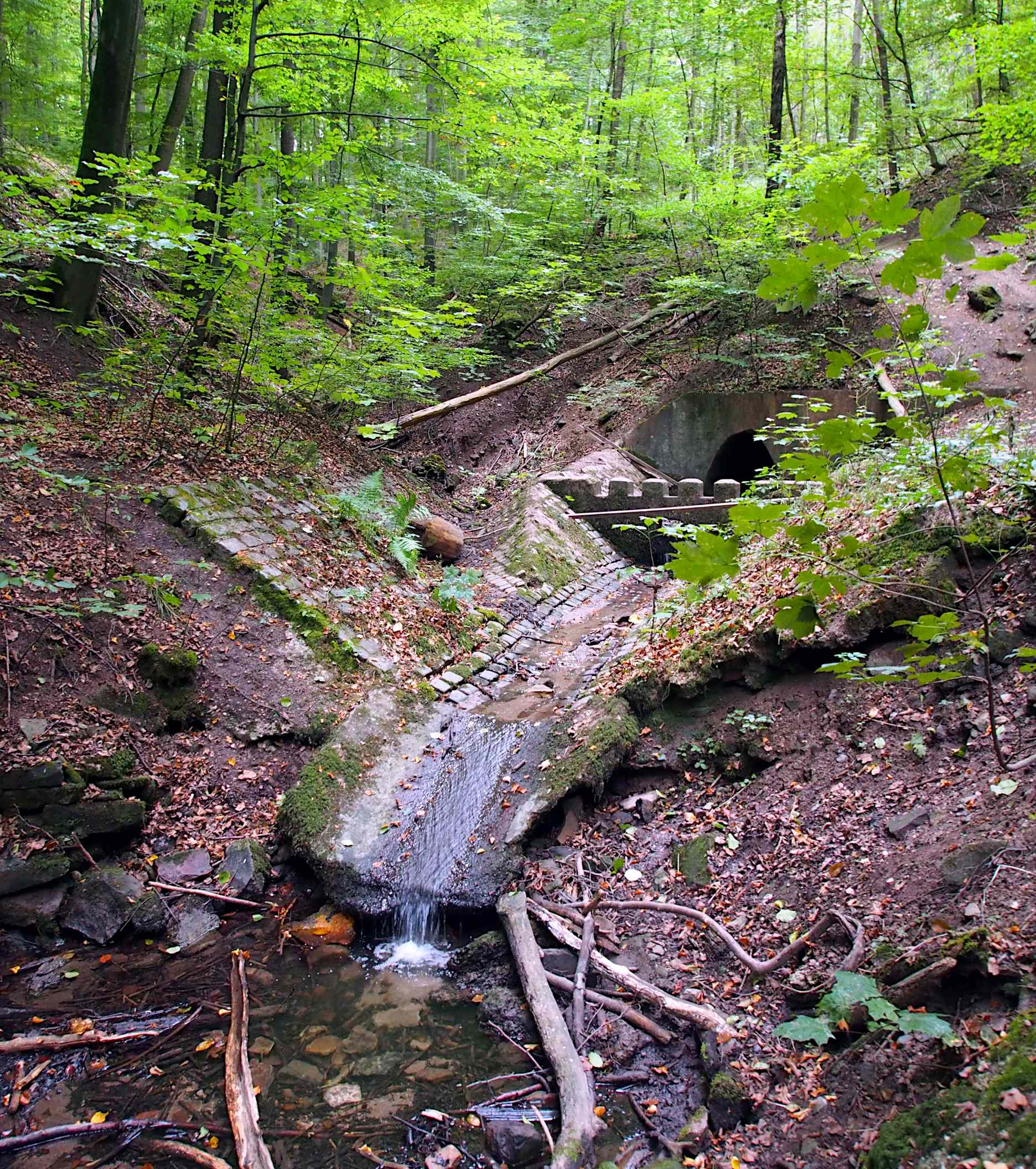
Das Ende des Stollens am talseitigen Fuß des Bahndammes